# Cugand-la-Bernardière
Cugand-la-Bernardière è un comune francese di 5.659 abitanti situato nel dipartimento della Vandea nella regione dei Paesi della Loira. È stato istituito il 1 gennaio 2025 dalla fusione dei precedenti comuni di La Bernardière e Cugand.